# Escuma de mar

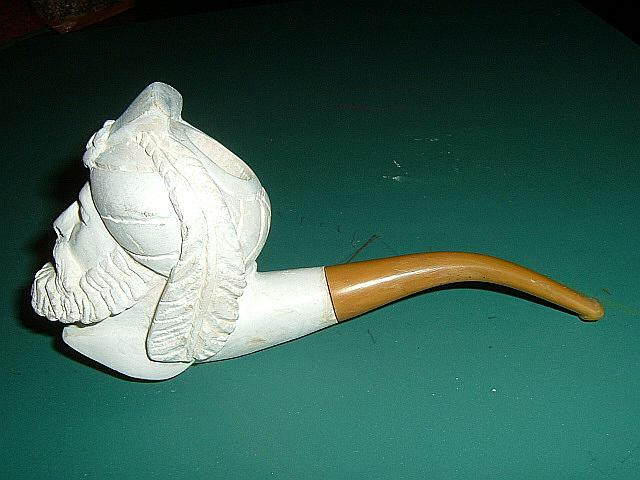
Una pipa d'escuma de mar amb broquet d'ambre.

Escuma de mar és un terme que es fa servir per anomenar la sepiolita quan de vegades es troba surant al mar Negre. La sepiolita és un mineral blanc de baixa duresa. Pot ser marcada amb l'ungla (duresa 2 en l'escala de Mohs), té una estructura porosa i fractura concoidal. La seva fórmula química és H₄Mg₂Si₃O10 (hidrosilicat de magnesi). És una material que s'empra per fer pipes.
La producció més important se situa a l'Àsia Menor, a Turquia, a les planes d'Eskişehir situades entre Ankara i Istanbul. Sol trobar-se associada també a magnesita.

## Usos
L'ús principal de l'escuma de mar consisteix en la fabricació de pipes i portacigars, generalment amb talles molt elaborades. La producció tradicional d'aquests productes estava centralitzada a Viena (Àustria). Des del 1970 Turquia va prohibir l'exportació de mineral en brut i els artesans austríacs varen desaparèixer gairebé del tot.